# Ad majorem Dei gloriam

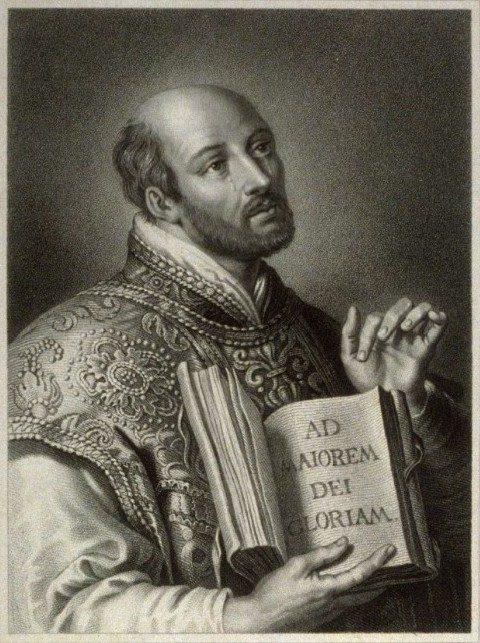
Gravue van Ignatius van Loyola

Het Latijnse spreekwoord Ad majorem Dei gloriam (vertaling: tot meerdere eer van God), afgekort AMDG, was de lievelingsspreuk van Ignatius van Loyola, de stichter van de Jezuïetenorde en is het devies van deze orde.
Deze spreuk reflecteert eigenlijk dat elke daad die niet tot het kwade leidt, verdienstelijk is voor het geestelijke leven, indien de daad gesteld is om deze reden, zelfs als deze daad normaal onbeduidend is. 
AMDG is ook het motto van vele Jezuiteninstellingen over heel de wereld. Vele Jezuietenscholen vragen dan ook aan hun leerlingen om 'AMDG' op hun bladen te schrijven om aan te tonen dat ook hun schoolwerk dient 'tot de grotere glorie van God'.
Benjamin Britten schreef koormuziek onder de titel A.M.D.G., gerelateerd aan deze spreuk.